# Obligațiune
Obligațiunea este un titlu de valoare care atestă calitatea de creditor a deținătorului ei față de emitent, emitentul obligându-se să plătească deținătorului obligațiunii o sumă anuală fixă, numită cuponul obligațiunii, pe întreaga perioadă de valabilitate a acesteia.
Obligațiunea este un înscris emis de o întreprindere care are nevoie de finanțare, pe baza căruia aceasta obține un împrumut. Firma care emite obligațiunea se numește debitor, iar cea care o deține se numește creditor (acesta oferă un împrumut). Obligațiunile sunt active financiare cu dobândă fixă. La restituirea împrumutului, întreprinderea se obligă să plătească, de asemenea, o dobândă, stabilită în momentul emiterii obligațiunii.
Obligațiunea reprezintă un contract prin care unui emitent i se cere să ramburseze investitorului suma luată cu împrumut, plus dobândă de-a lungul unei perioade convenite.
Obligațiunile sunt titluri de valoare purtătoare de dobânzi, cu o rată fixă sau variabilă a dobânzii și cu scadență de cel puțin un an (de la data emiterii). Piața obligațiunilor este constituită în majoritate din obligațiuni cu o rată fixă a dobânzii.
Titlul de stat este un instrument financiar care atestă datoria publică sub formă de bonuri, certificate de trezorerie, inclusiv certificate de trezorerie pentru populație nerăscumparate la scadență și transformate în certificate de depozit sau alte instrumente financiare constituind împrumuturi ale statului în moneda națională sau în valută, pe termen scurt, mediu și lung.

## Elementele obligațiunii
- numele emitentului - este organizația responsabilă pentru garantarea faptului că plățile în contul dobânzilor și capitalului de bază sunt făcute în favoarea deținătorului obligațiunii, de regulă prin intermediul unui agent plătitor
- capital de bază - este suma denominată într-o anumită monedă, pe care emitentul, dorește să o ia cu împrumut și pe care este de acord să o restituie investitorului
- cuponul sau  rata cuponului  - este rata dobânzii pe care emitentul este de acord să o plătească investitorului, ea poate fi exprimată sub forma unei sume fixe, ca și cotă procentuală din valoarea nominală, ce urmeaza a fi plătită la anumite intervale deținătorului obligațiunii sau sub forma unei rate flotante în raport cu un indice ca de exemplu LIBOR
- scadența - momentul expirării împrumutului și al retragerii obligațiunii de pe piață (data la care ea va fi răscumpărată de emitent), adică emitentul rambursează capitalul de bază datorat investitorului(cumpărătorul obligațiunii), precum și plata finală a dobânzii
- valoarea nominală - suma înscrisă pe titlu, pe care investitorul o acordă sub formă de împrumut emitentului și pe care o va încasa la scadență
- data de emisiune - data de la care incepe sa se acumuleze dobanda corespunzatoare

primului cupon pentru o obligatiune sau titlu de stat (data la care a fost emis titlul de stat).
- semnătura persoanei autorizate de emitent
- imprimări speciale, pentru a împiedica falsificarea (elemente de securitate).

Obligațiunea poate fi nominativă, dacă e înscris pe ea numele detinatorului, sau „la purtator”. Deținătorul unei obligațiuni este numit obligatar. El are calitatea de creditor față de emitent și dreptul de a primi un venit numit dobândă, însă nu are drepturi și responsabilități privind activitatea emitentului (debitorului).
De aceea, obligațiunile sunt titluri de credit cu venit cert si de regula fix. Principalii emitenți de obligațiuni sunt administrațiile publice (administrația centrala si cele locale), iar scopul emiterii este fie acoperirea deficitului bugetar, fie finanțarea unor investiții importante pentru comunitate.
Majoritatea obligațiunilor plătesc doar dobânda până la maturitate (trimestrial sau semestrial în funcție de specificațiile prospectului de emisiune), când odată cu ultima dobândă returnează în întregime și suma împrumutată. Unele obligațiuni însă plătesc la anumite intervale (precizate în prospectul de emisiune) și părți din principal. În general, un investitor are de pierdut sau de câștigat datorită diferențelor între valoarea cuponului (a dobânzii plătite de emitent) și valoarea dobânzilor practicate pe piața monetară în momentul respectiv, între această dobândă și prețul de piață al obligațiunii existând o relație inversă.
Deși teoretic fluxul de numerar pe care îl primește deținătorul unor obligațiuni nu este influențat de veniturile emitentului, este evident că la limită, dacă acestea sunt prea mici, banii returnați investitorilor pot întârzia sau plățile pot înceta. De aceea prospectul de emisiune trebuie să fie citit și prin prisma garanțiilor pe care le oferă emitentul (acestea putând varia de la o parte importantă a activelor până la simpla garantare cu bunul nume al emitentului).
Obligațiunile guvernamentale poartă denumiri diferite pe piețe spre exemplu:
| Țara           | Denumire                         | Prescurtare      |
| -------------- | -------------------------------- | ---------------- |
| S.U.A.         | US Treasuries                    | T-Bonds, T-Notes |
| Marea Britanie | UK Treasuries                    | Gilts            |
| Germania       | Bundesanleihe                    | Bunds            |
| Franța         | Obligation assimilable du Trésor | OAT              |
| Italia         | Buoni de Tesoro poliennali       | BTPs             |
| Japonia        | Japanese Government Bonds        | JGBs             |
| Spania         | Obligaciones del Estado          | Matador          |

## Emitenții
- Organisme guvernamentale și cvasiguvernamentale
- Corporații
- Băncii și alte instituții financiare
- Organizații supranaționale

## Tipuri de obligațiuni

### Tipuri de obligațiuni în funcție de dobândă
- Obligațiune cu rată fixă sau directă (negarantată)
- Certificat cu rată flotantă
- Obligațiune cu cupon zero

Obligațiunea cu rată fixă sau directă (negarantată) nu are nici un fel de caracteristici speciale și raportează investitorilor o dobândă fixă de-a lungul întregii perioade până la scadență. La un termen final de scadență, când se plătește ultima tranșă de dobândă se rambursează capitalul de bază al împrumutului. O astfel de obligațiune se mai numeste și plain vanilla sau vanilla. 
Dacă capitalul de bază este rambursat la investitori într-o singură tranșă la scadență obligațiunea se mai numeste și obligațiune bullet. 
Obligațiunea cu cupon zero este o obligațiune care nu raportează nici un cupon pe toată durata sa de viață. Așa zisă dobândă reiese din faptul că obligațiunea este emisă la un preț sub valoarea la care se răscumpără, altfel spus este emisă cu discount la valoarea sa nominală.

### Tipuri de obligațiuni în funcție deamortizare
- Obligațiune cu opțiune de vânzare (Puttable bond)
- Obligațiune cu opțiune de cumpărare (Callable bond)
- Obligațiune cu fond de amortizare (Sinking fund bond)
- Obligațiune perpetuă (Perpetual bond) sau nerambursabilă

Obligațiunea cu opțiune de vânzare (Puttable bond) conferă investitorului dreptul sau opțiunea, dar nu și obligația de a revinde emitentului cota sa din obligațiune, la un anumit preț și la anumite date convenite.
Obligațiunea cu fond de amortizare (Sinking fund bond) este acea obligațiune în cazul căreia suma de capital de bază este rambursată parțial sau integral, în conformitate cu un grafic de scadențe sume și prețurile convenite.
Obligațiunea cu opțiune de cumpărare (Callable bond) conferă emitentului dreptul sau opțiunea, dar nu și obligația de a rambursa o obligațiune la un animit preț la anumite date convenite, înainte de termenul de scadență. Există diferite modalități în care emitentul își poate exercita opțiunea call, exită două stiluri cel american și cel european.
Stilul american se manifestă atunci când emitentul își poate exercita opțiunea call la termenul call sau la orice termen ulterior.
Stilul european se maifestă atunci când emitentul își poate exercita opțiunea cal numai la termenele de plată a dobânzii, care corespund cu termenele call. 

### Tipuri de obligațiuni în funcție de piață

#### Piețe interne de obligațiuni
Pe piețele interne de obligațiuni pot exista fie emisiuni guvernamentale sau emisiuni corporative. Emisiunile guvernamentale sunt considerate în general ca fiind mai sigure ca cele corporative, de aceea obligațiunile guvernamentale tind să aibă o dobândă mai mică decât cele corporative.

### Instrumente de obligațiuni internaționale
| Textul titlului coloanei          | Textul titlului coloanei |
| --------------------------------- | --- |
| Obligațiunea callable             | conferă emitentului dreptul sau opțiunea, dar nu și obligația de a rambursa o obligațiune la un preț și la anumite date convenite înainte de termenul de scandență             |
| Obligațiunea puttable             | conferă investitorului dreptul sau opțiunea, dar nu și obligația de a revinde cota sa din obligațiune la un preț și la anumite date convenite înainte de termenul de scandență |
| Obligațiune cu fond de amortizare | |

### Elemente de fiscalitate specifice pieței de capital
- S&P
- Moody

### Obligațiuni emise în monede străine
Unele corporații, bănci, guverne și alte entități suverane pot decide să emită obligațiuni în monede străine pentru că pot fi mai predictibile și mai stabile decât moneda din țara sa.
Emiterea de obligațiuni în monede străine oferă emitentului posibilitatea de a accesa capitalul disponibil dintr-o țară străină.
The proceeds from the issuance of these bonds can be used by companies to break into foreign markets, or can be converted into the issuing company's local currency to be used on existing operations through the use of foreign exchange swap hedges. Foreign issuer bonds can also be used to hedge foreign exchange rate risk. Some foreign issuer bonds are called by their nicknames, such as the "samurai bond." These can be issued by foreign issuers looking to diversify their investor base away from domestic markets. These bond issues are generally governed by the law of the market of issuance, e.g., a samurai bond, issued by an investor based in Europe, will be governed by Japanese law. Not all of the following bonds are restricted for purchase by investors in the market of issuance.
- Obligațiunea Eurodollar - este o obligațiune denominată în dolari SUA, emisă de o entitate care este din afara SUA[2]
- Obligațiunea Yankee - este o obligațiune denominată în dolari SUA
- Obligațiunea Kangaroo - este o obligațiune denominată în dolari australieni emisă de o entitate din afara Australiei pe piața australiană
- Obligațiunea Maple - este o obligațiune denominată în dolari canadieni emisă de o entitate străină pe piața de datorii canadiană
- Obligațiunea Samurai - este o obligațiune denominată în yeni japonezi emisă de o entitate străină pe piața de datorii japoneză
- Obligațiunea Uridashi - a non-yen-demoninated bond sold to Japanese retail investors.
- Obligațiunea Shibosai - Bond is a private placement bond in Japanese market with distribution limited to institutions and banks.
- Obligațiunea Shogun - a non-yen-denominated bond issued in Japan by a non-Japanese institution or government[3]
- Obligațiunea Bulldog - este o obligațiune denominată în lire sterline emisă în Londra de către o instituție străină sau un guvern străin
- Obligațiunea Matrioshka - este o obligațiune denominată în ruble rusești emisă în Rusia de o entitate non-rusă. A fost denumită astfel după denumirea faimoaselor păpuși de lemn rusești, matrioșca, populare printre vizitatorii străini în Rusia.
- Obligațiunea Arirang - a Korean won-denominated bond issued by a non-Korean entity in the Korean market[4]
- Obligațiunea Kimchi - este o obligațiune denominată în woni coreeni, emisă de o entitate din străinătate față de Coreeni de Sud, pe piața coreeană.[5]
- Obligațiunea Formosa - a non-New Taiwan Dollar-denominated bond issued by a non-Taiwan entity in the Taiwan market[6]
- Obligațiunea Panda - este o obligațiune denominată în moneda chineză yuan renminbi emisă de o entitate din afara Chinei pe piața Republicii Populare Chineze[7]
- Obligațiunea Dimsum, este o obligațiune denominată în moneda chineza yuan renminbi, emisă de entitate chineză în Hong Kong. Aceasta permite investitorilor străini cărora le este interzis să investească în obligațiuni corporative chineze pe teritoriul Chinei-continentale să investească în și să fie expuși la moneda chineza în Hong Kong.[8]
- Obligațiunea Huaso bond, este o obligațiune denominată în peso chilieni, emisă de o entitate din străinătate față de Chile, pe piața chiliană.[9]

## Galerie

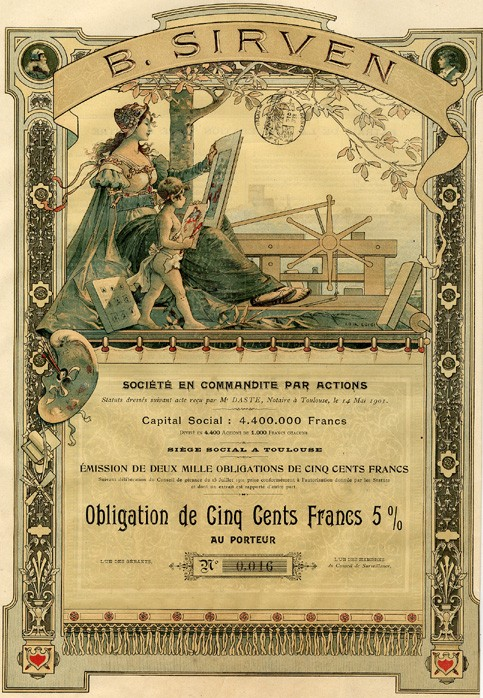
Obligațiune de 500 F la 5% la purtător, 1901
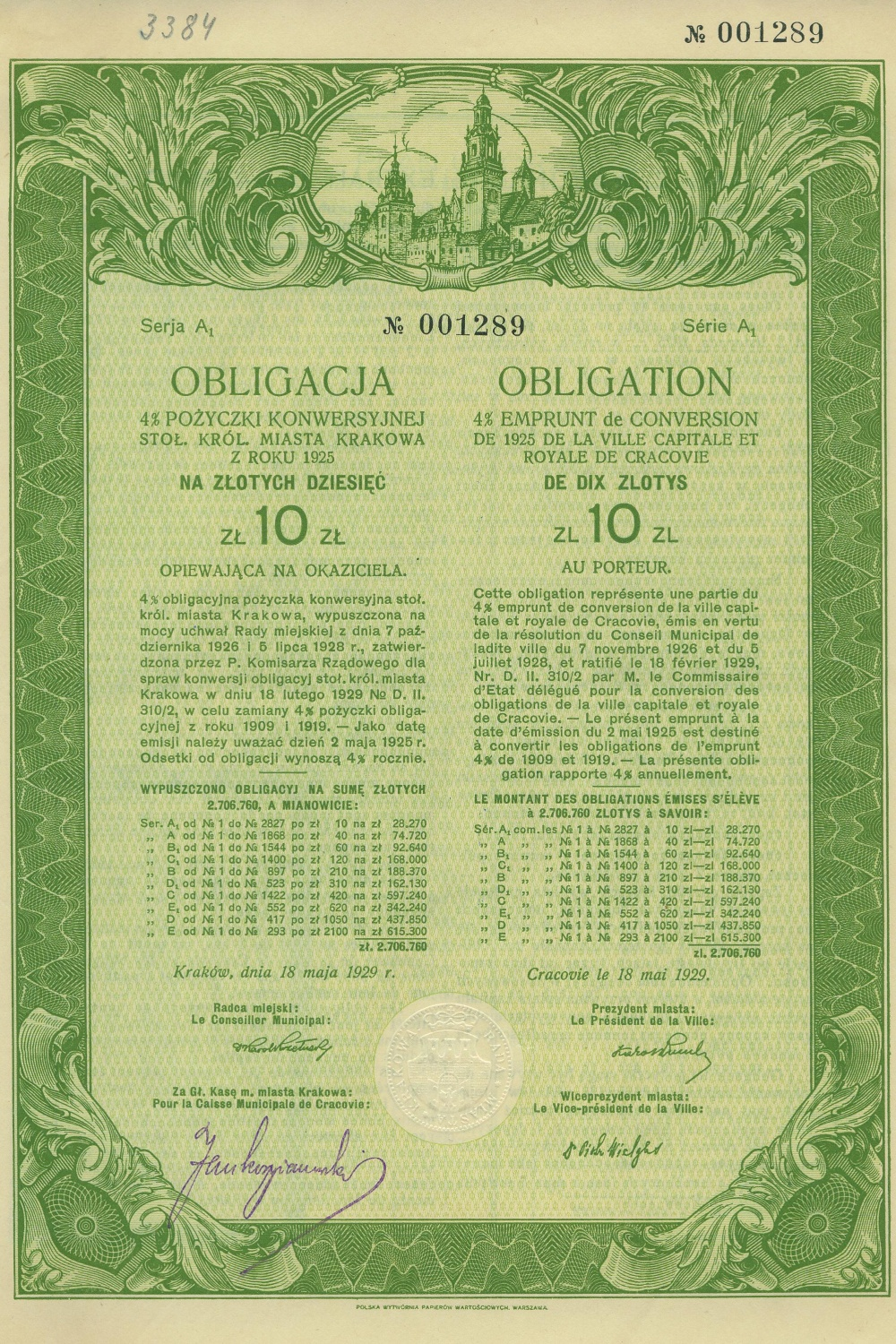
Obligațiune emisă de orașul Cracovia, Polonia în 1929
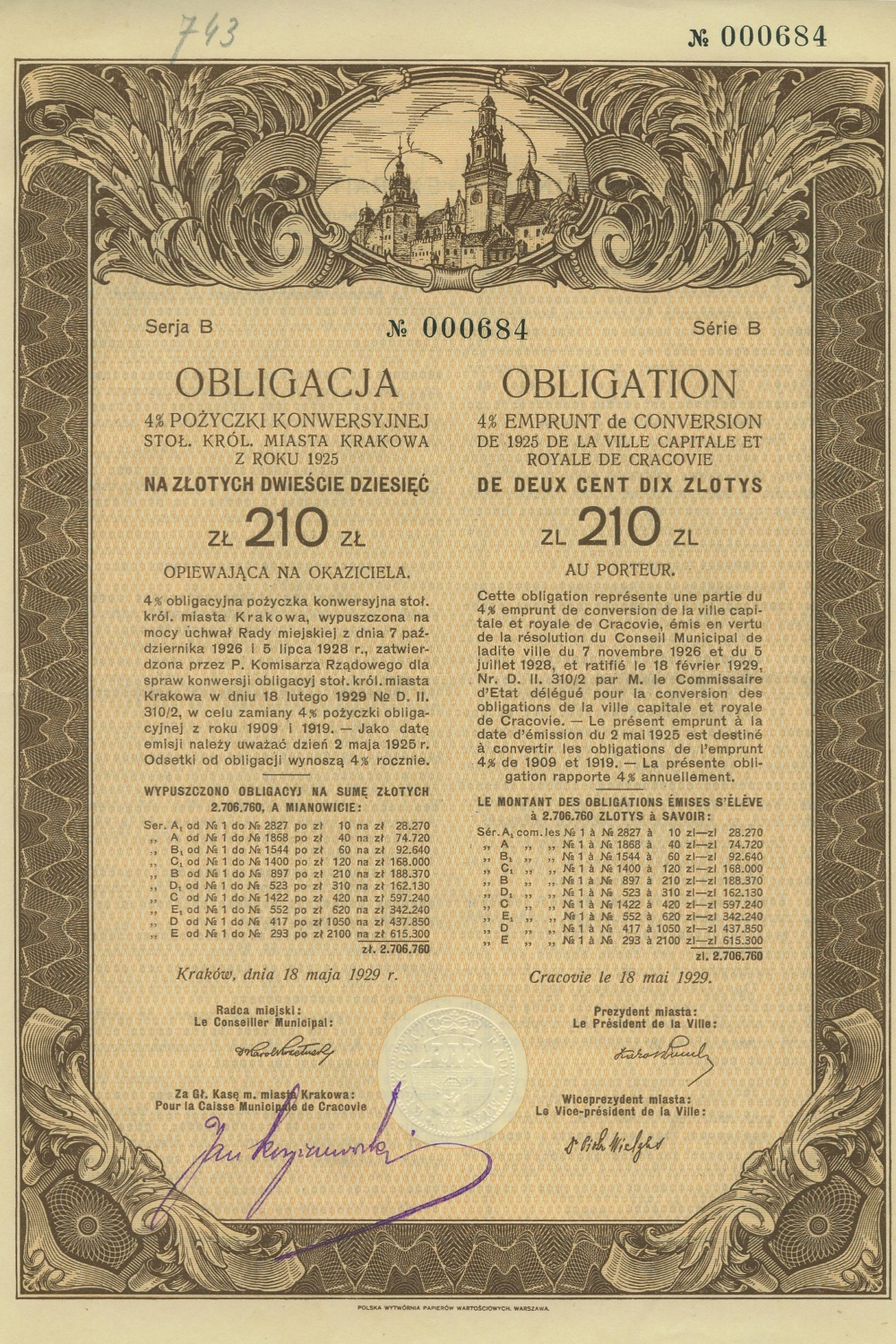
Obligațiune emisă de orașul Cracovia, Polonia în 1929
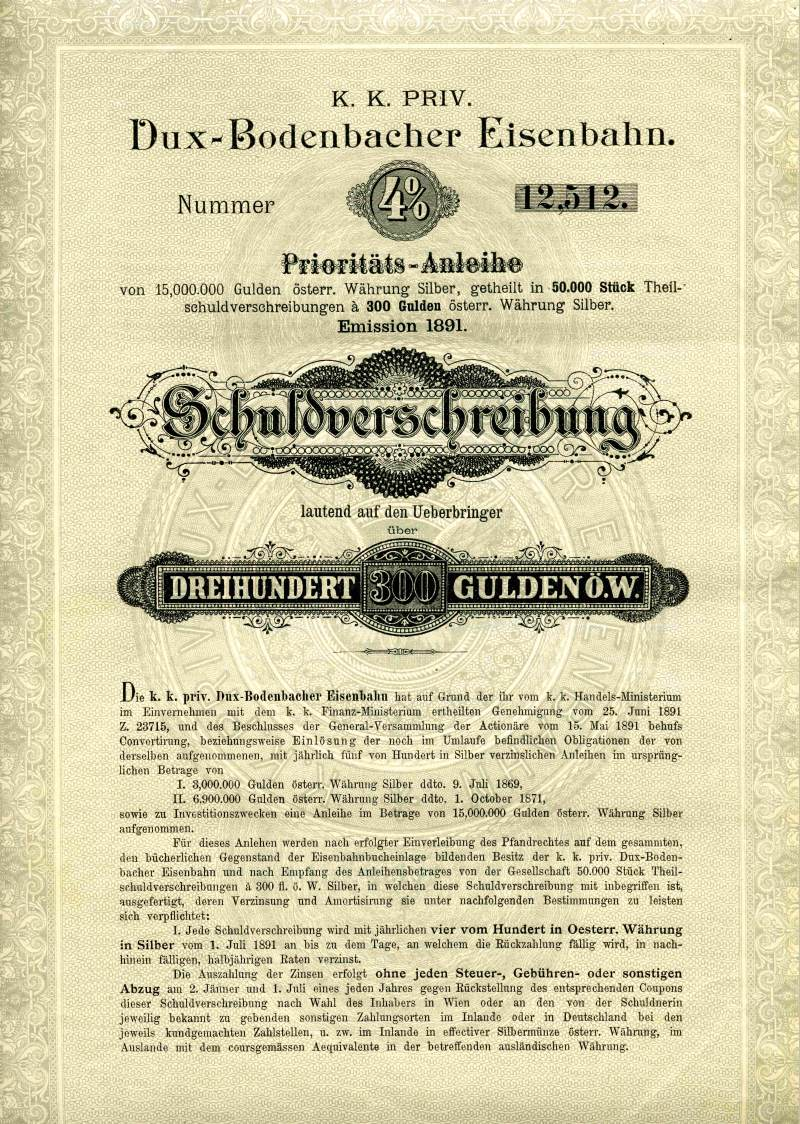
Obligațiune
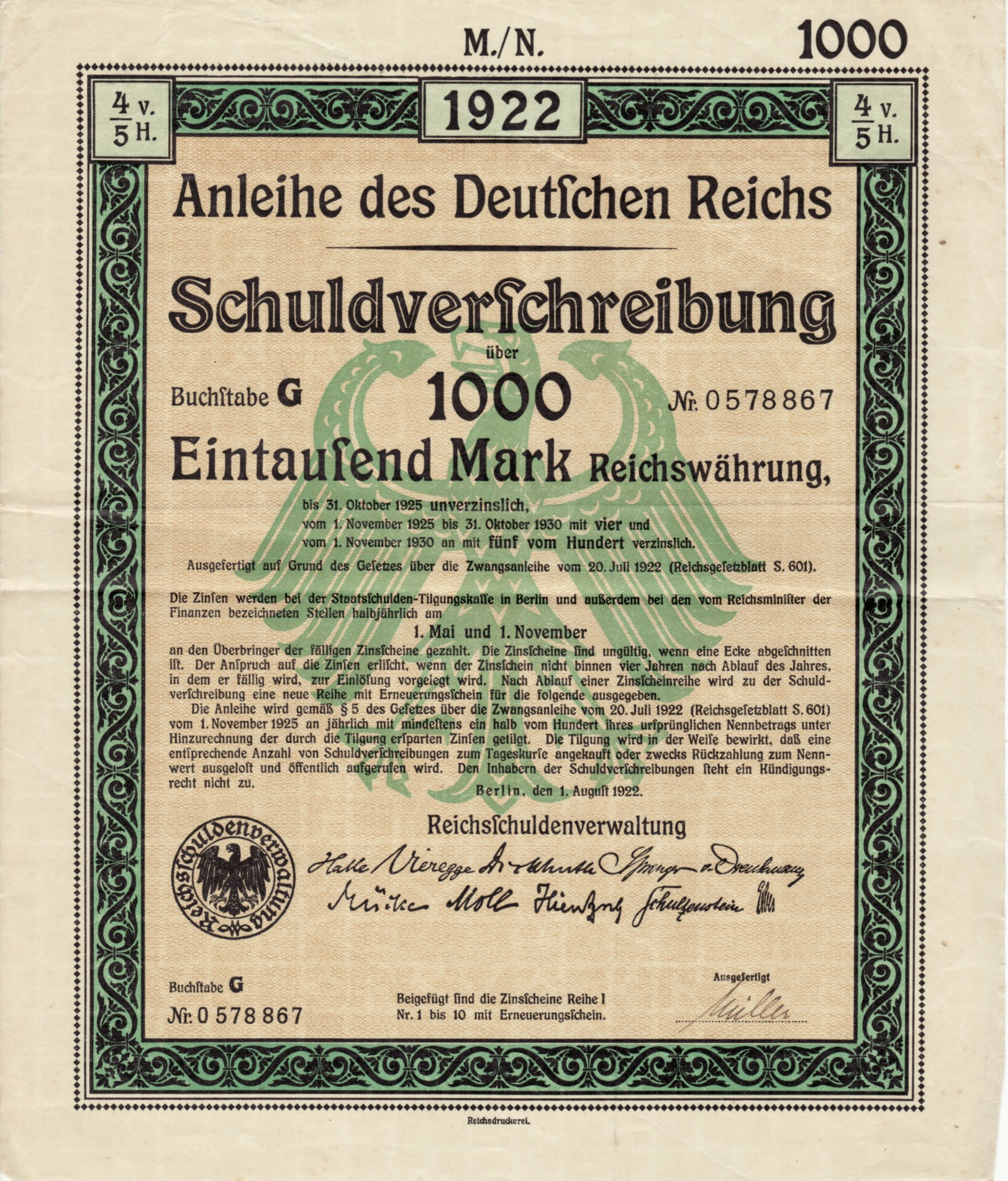
Obligațiune 1922
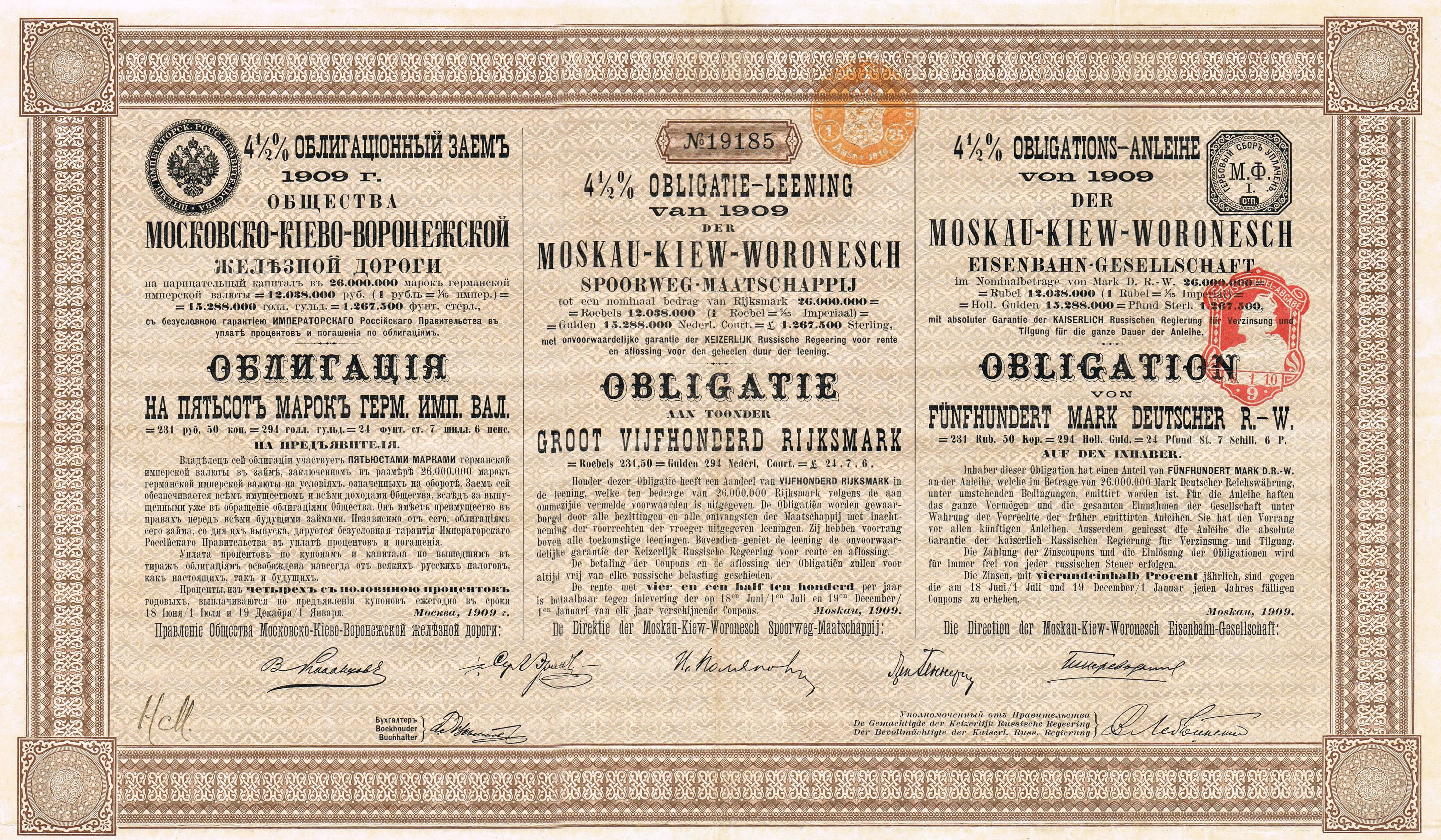
Obligațiune 1909
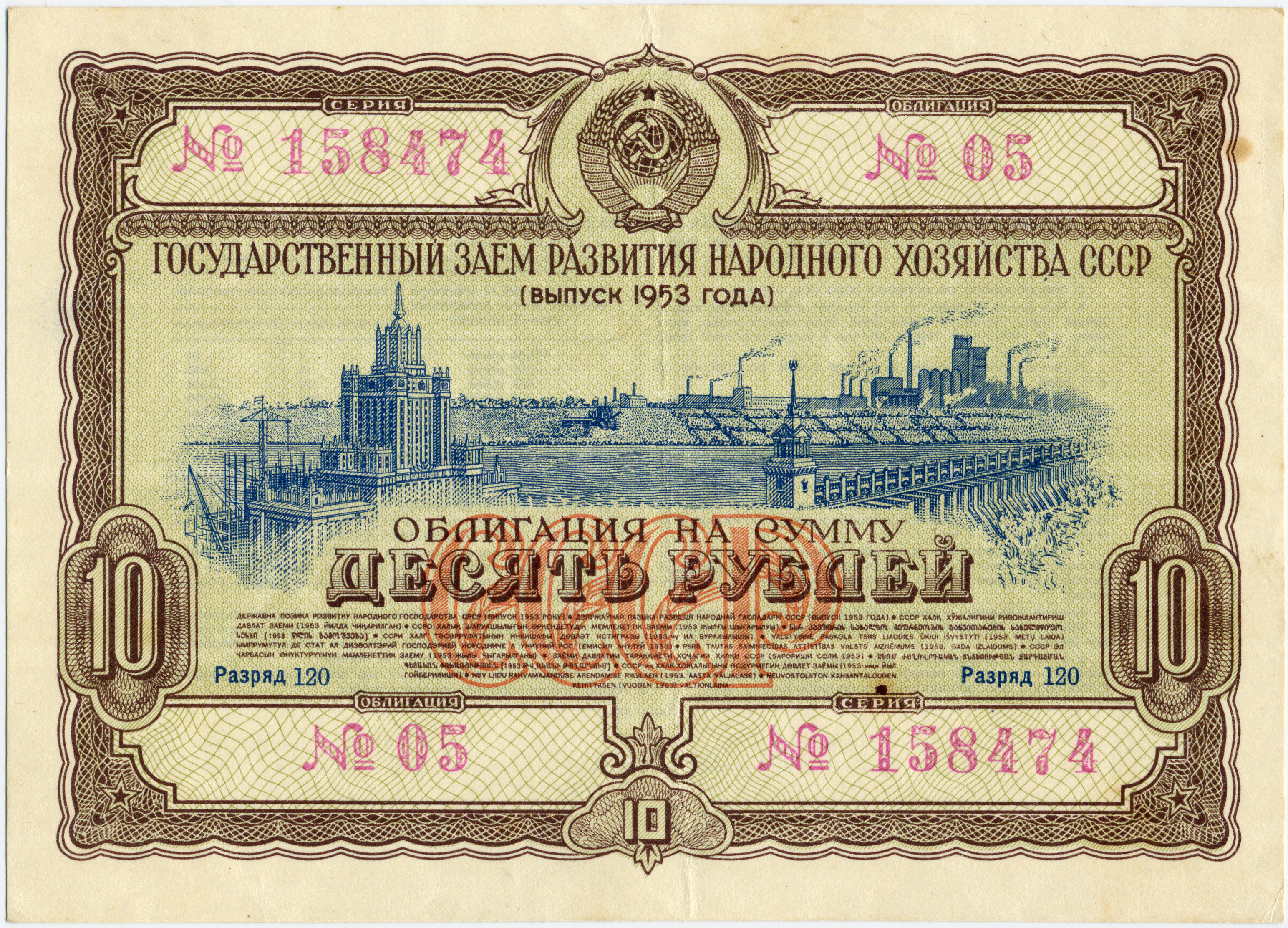
Obligațiune, Uniunea Sovietică, 1953
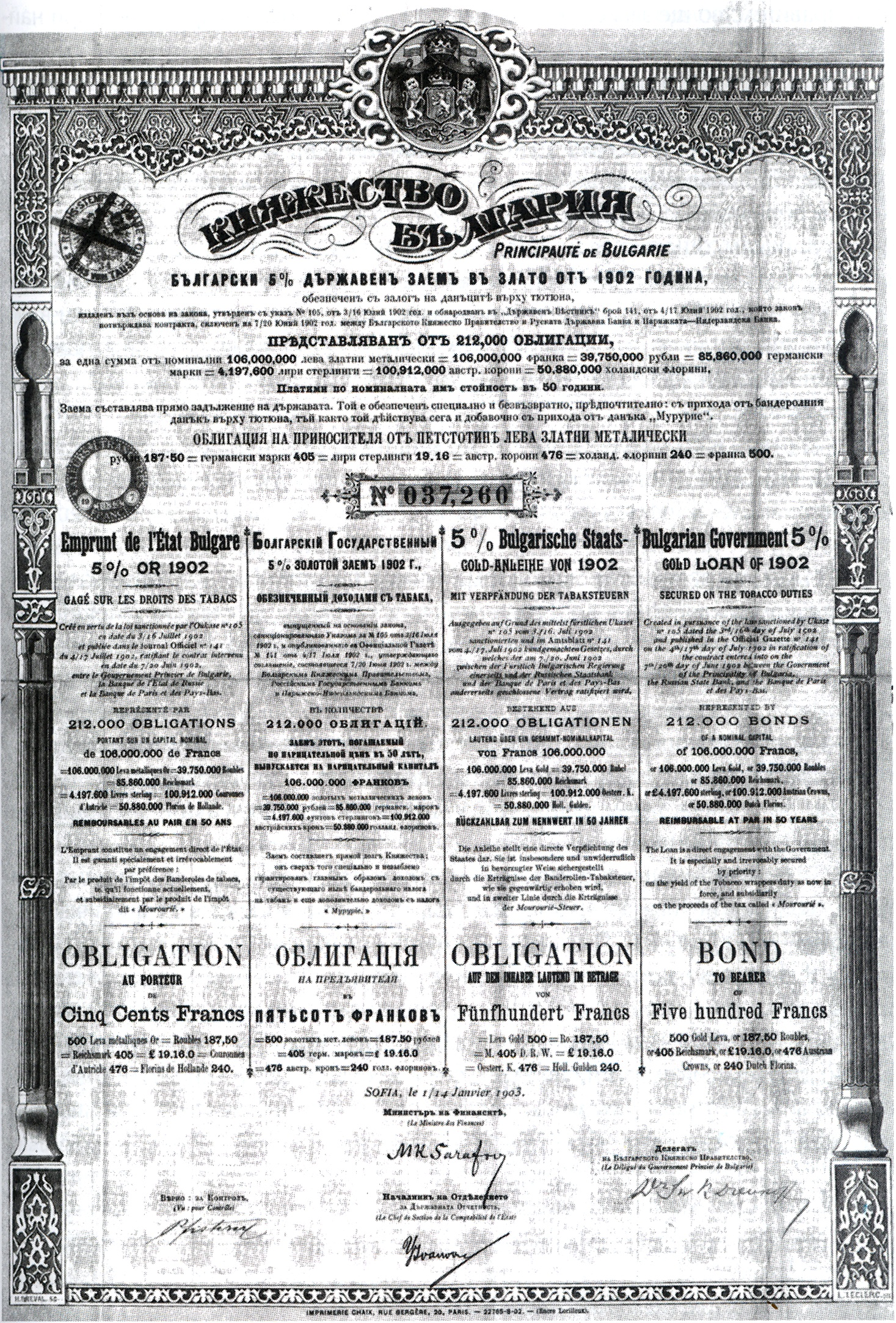
Obligațiune bulgară 1902
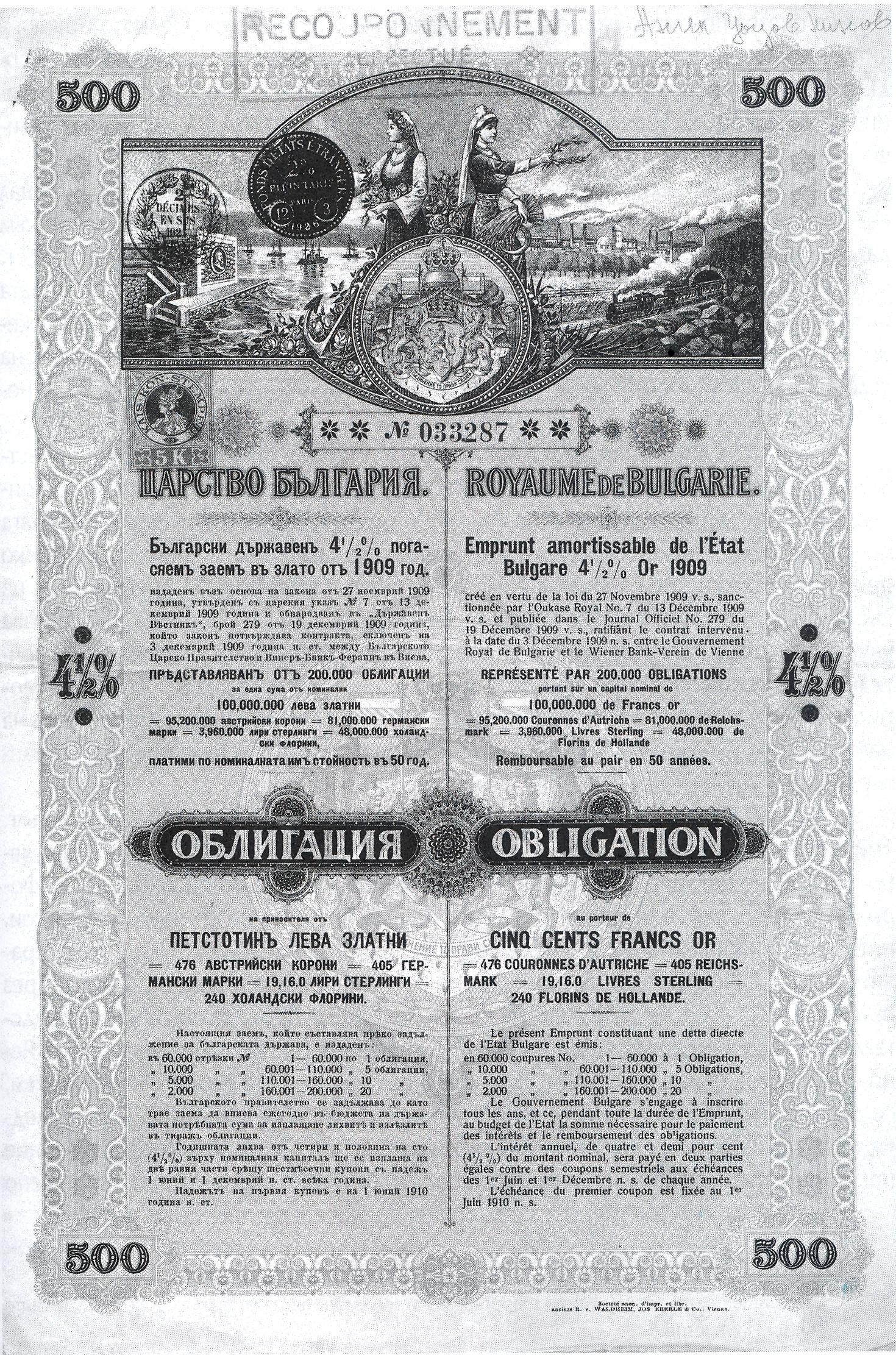
Obligațiune bulgară 1909
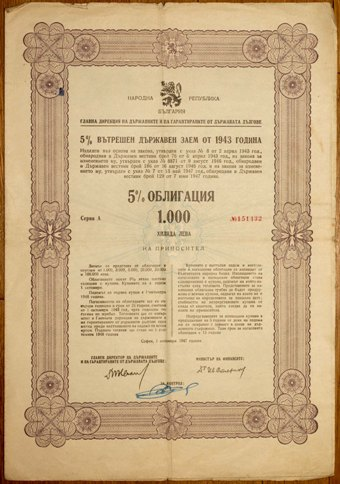
Obligațiune
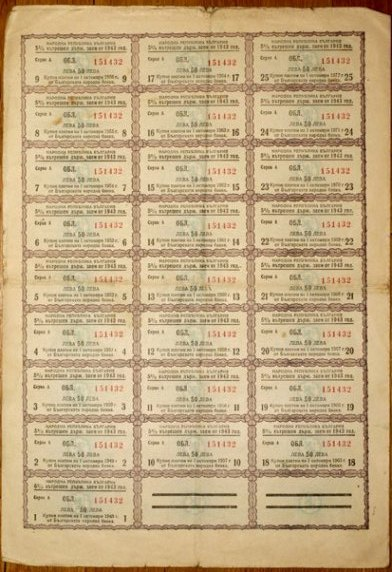
Cupon la obligațiune
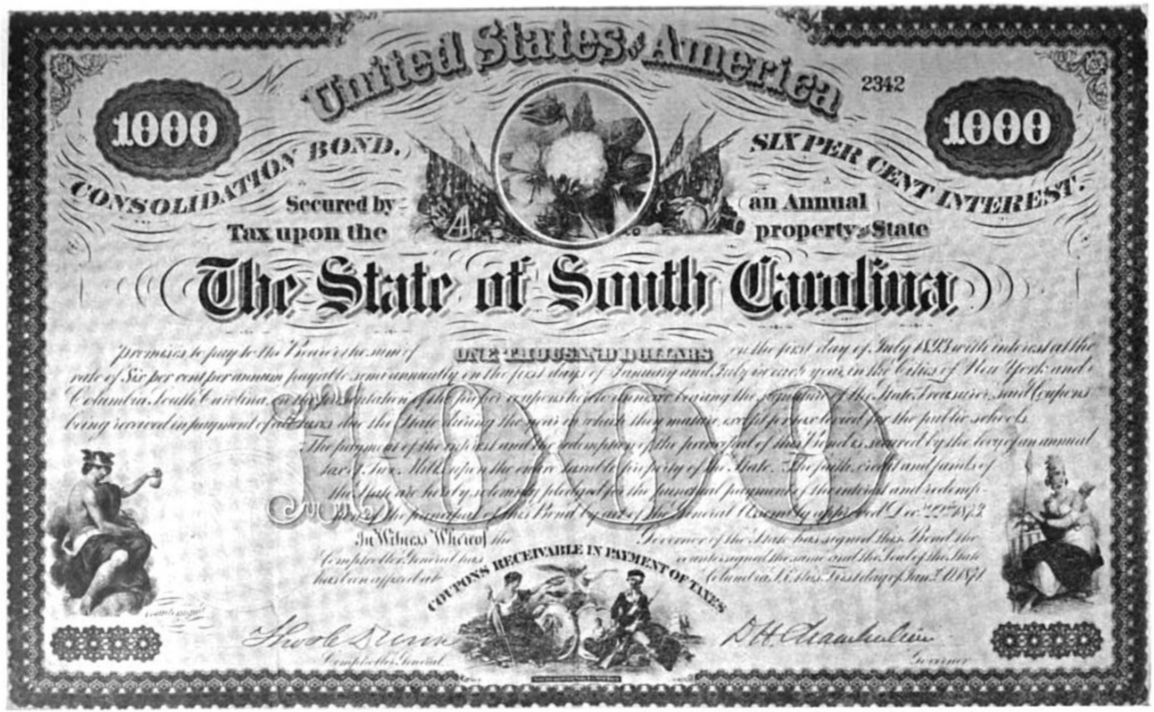
Obligațiune 1873
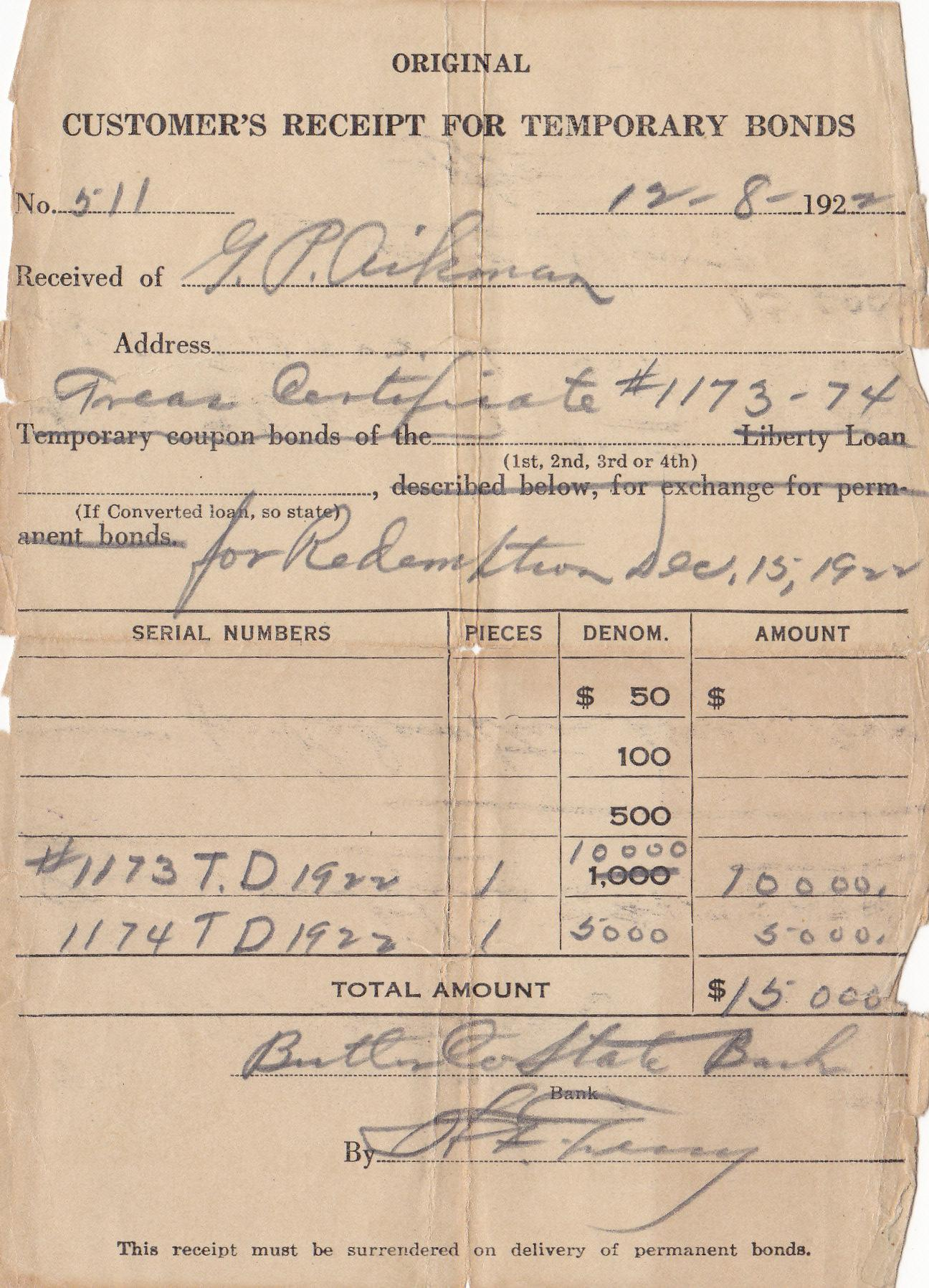
Emis de statul Kansas în 1922
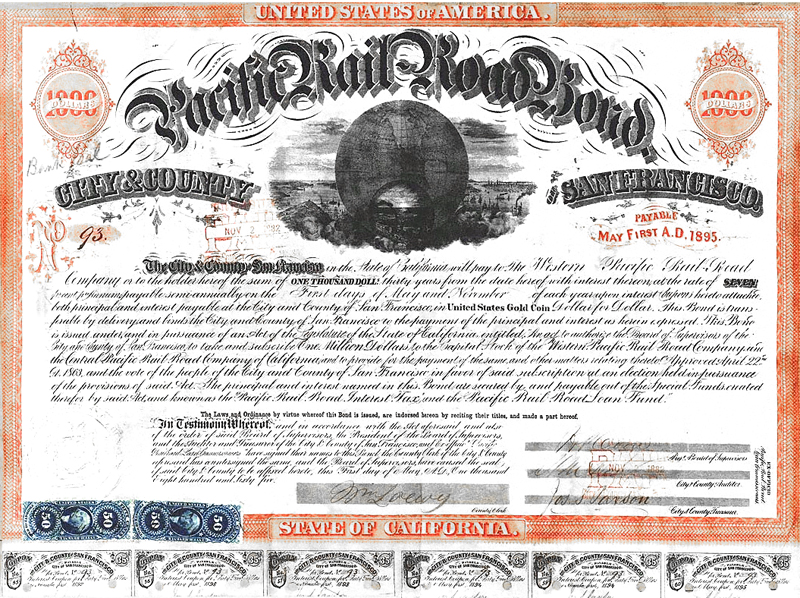
Obligațiune 1865